# 馬統領街
馬統領街（葡萄牙語：Rua do Comandante Mata e Oliveira）是澳門其中一條以第112任澳門總督的姓氏和軍銜來命名的街道，位於澳門半島南灣的東北部。它的東南端由約翰四世大馬路起，沿途交有馬統領圍和羅保博士街，西北端在南灣大馬路連接大堂斜巷，長約120米，闊約15米。
另外也有兩條以此為名的街道，分別是馬統領圍（Pátio do Comandante Mata e Oliveira）及馬統領巷（Travessa do Comandante Mata e Oliveira）。

## 名稱由來
這條街道的名字，中文名稱中的「馬」字是第112任澳督馬他·柯維喇中「馬他」（Mata）之粵語音譯的首個音節；葡文名稱中則用了全個姓氏。而「統領」（Comandante）則是葡萄牙的一種海軍軍銜，相當於現在所說的司令。街道命名於1933年5月27日。
馬他·柯維喇統領是一名職業海軍軍官，做過幾艘軍艦的艦長。其功績包括在1910年指揮「澳門號」炮艇驅趕侵佔路環的海盜。其後上任多個海軍要職，曾任行動分艦隊總參謀長。1931年3月30日出任澳門總督，至該年10月15日卸任。

## 歷史沿革及景況

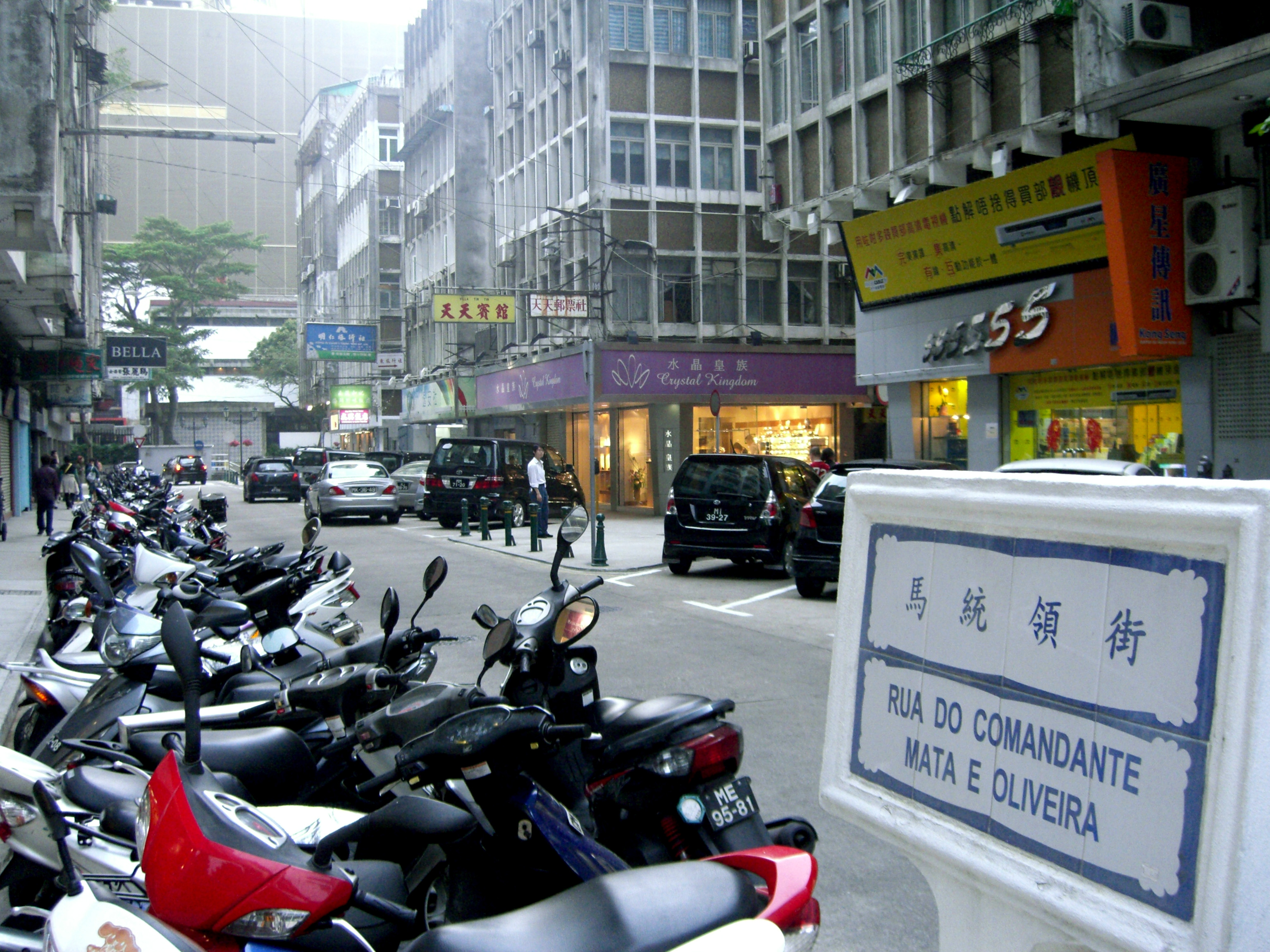
馬統領街，右後為金來大廈

1930年代以前，此街的位置原是海域，後來出現於南灣填海工程。1933年街道成立後，其周邊土地早期一直處於被荒廢的狀態，日間成為了市民休憩之地，入夜後在這些荒地上有小販攤檔和賣武表演，一時場面熱鬧。後來商界有意發展該區，1950年代起在這條街陸續興建大廈，商鋪也隨之而林立。
時至1988年，有關部門在南灣街（今南灣大馬路）施行了一項當時備受爭議的交通措施——除公車外禁止車輛從南灣街左轉進入水坑尾街，故此馬統領街頓時成為了其中一條從大堂前地返回水坑尾的主要路徑。至1995年議事亭前地劃為行人專用區後，其功能才由伯多祿局長街等所取代。
現時此街是南灣其中一個泊車區。

## 沿途地點

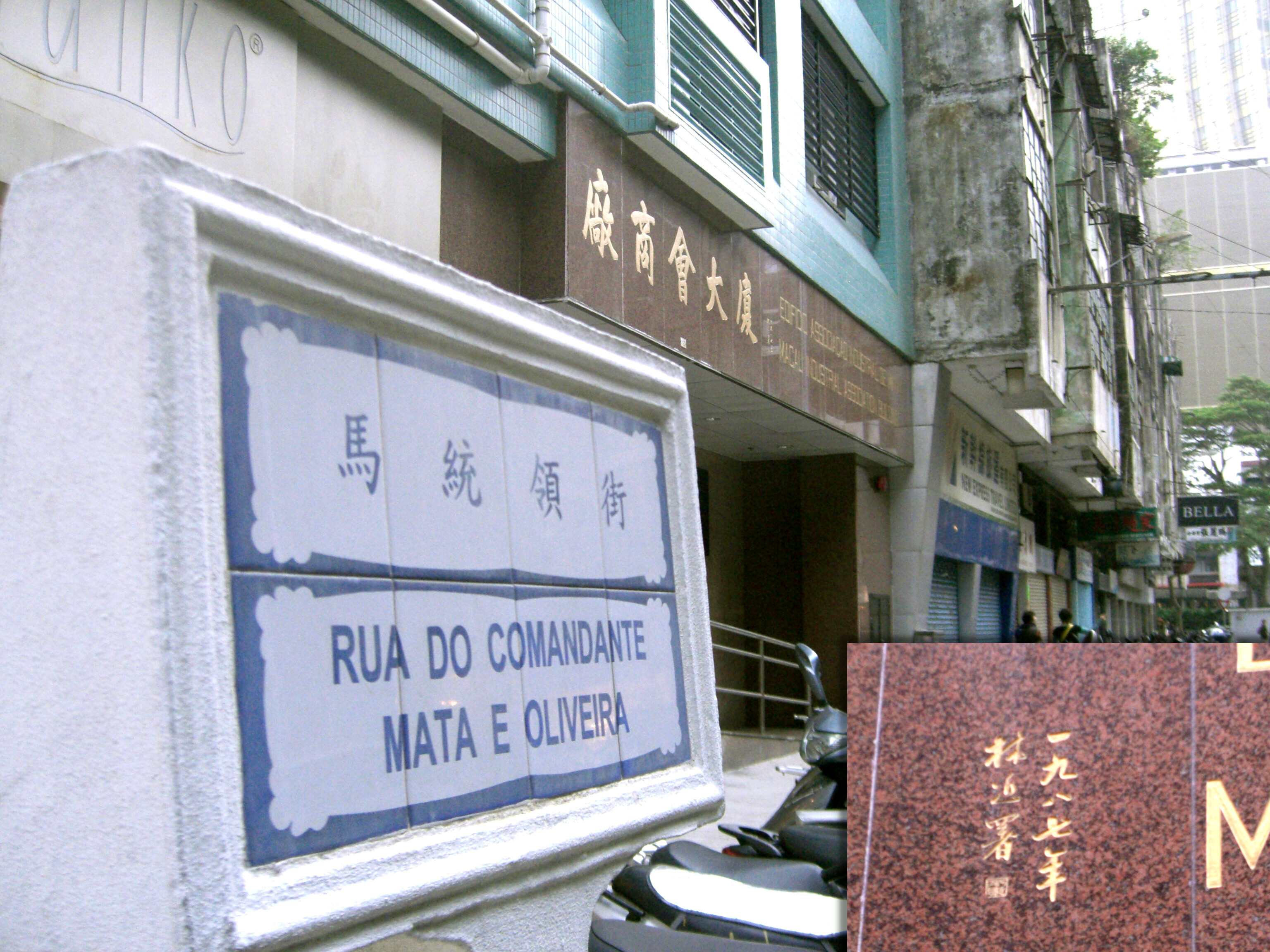
廠商會大廈門面
（右下角小圖為門面上的林近簽署）

### 金來大廈
被馬統領街、約翰四世大馬路、殷皇子大馬路與羅保博士街圍繞，並包住馬統領圍的金來大廈，落成於1956年，為一群屋邨式大廈，共分為四幢並排成「E」字形，每幢均樓高五層。最初在殷皇子大馬路與羅保博士街交界處的頂層裝有一個「金來大廈」的招牌，後來被拆去。大廈部份樓層被改裝為賓館別墅，面向殷皇子大馬路和約翰四世大馬路的兩面今為珠寶首飾店集中地（1980年代時則為當鋪），大廈圍內則開設多家食店，包括專賣葡撻的瑪嘉烈蛋撻店。

### 廠商會大廈
位於馬統領街與羅保博士街交界處的廠商會大廈，樓高18層，在1987年落成，是澳門廠商聯合會的總部，門面上的「廠商會大廈」五字則由澳門書法篆刻家林近所題。考澳門廠商聯合會，成立於1959年，以關注澳門工業和輸出業發展為宗旨，屬下有約500家會員工廠。

## 其他同名街道

### 馬統領圍

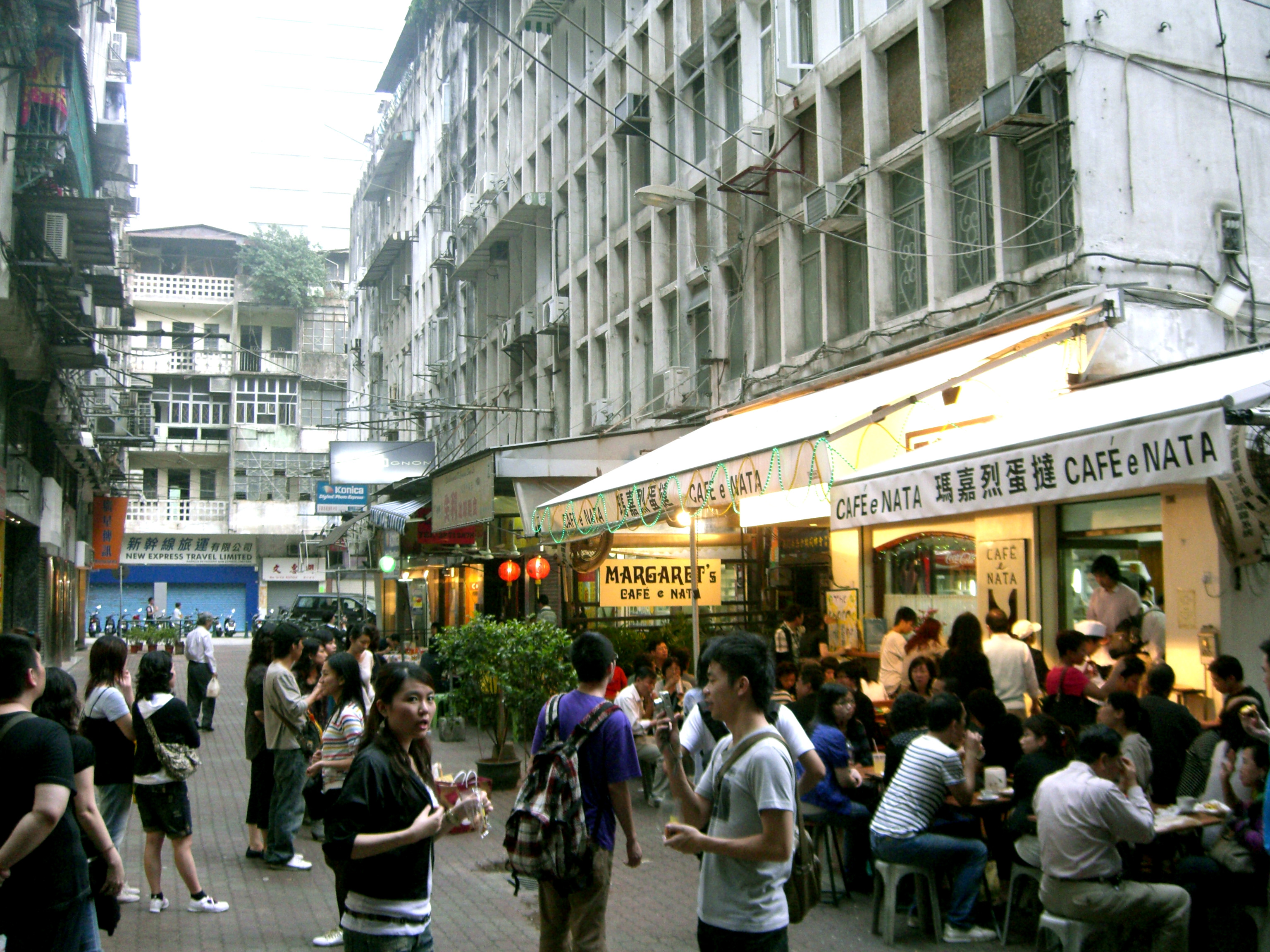
馬統領圍的食店

該圍位於馬統領街西側，被金來大廈包圍，由一條呈東南至西北走向的路，以及兩條平行的、呈東北至西南走向的路以「π」字形組成。
呈東南至西北走向的一段長約80米，與馬統領街平行且兩端均有通道通往約翰四世大馬路和羅保博士街。而兩條呈東北至西南走向的路則各長約55米，均與馬統領街垂直，並連接馬統領街和呈東南至西北走向的路，東南的一段路出口開在近馬統領街東端，而西北的一段出口則開在馬統領街中段。全圍平均闊約10米。

### 馬統領巷
該巷命名於1954年11月20日，位於馬統領街以東不遠處，東北端由南灣大馬路近家辣堂街交界起，西北端至賈那韶巷與商業學校街交界止，全長約65米，闊約11米。

## 備註
1. ↑  非正式譯音，而在《澳門百科全書》（1999年版）裏則只見寫有「柯維喇」。
2. ↑  最初如要從大堂前地行車駛往水坑尾，只須途經大堂斜巷和南灣街便可到達。但1988年實行了這項措施後，車輛在駛出大堂斜巷後最短也要繞道馬統領街和約翰四世大馬路才能抵達水坑尾。而1995年議事亭前地等被劃為步行街後，大堂斜巷等街道的行車方向被反轉，車輛須經主教巷、板樟堂街和伯多祿局長街返回水坑尾街。
3. ↑  按《市民日報》報道，羅保博士街是在金來大廈落成的時候命名的[參⁠ 6]。而羅保博士街命名於1956年[參⁠ 10]。
4. ↑  馬統領圍的命名日期無考，在1993年版的《澳門市街道及其它地方名冊》並無馬統領圍的記錄，但在2000年9月6日的《澳門特別行政區公報》中則見寫有馬統領圍[參⁠ 14]。
5. ↑   註: